# Copa de les Ciutats en Fires 1962-63
La Copa de les Ciutats en Fires 1962-63 fou la cinquena edició de la Copa de les Ciutats en Fires i es disputà la temporada 1962-63. Van participar cinc seleccions de ciutats, quatre de les quals van quedar eliminades a la primera ronda. El València CF derrotà el NK Dinamo Zagreb, assolint per segon cop consecutiu el ttítol.

## Primera Ronda
| Equip 1           | Global | Equip 2              | Anada | Tornada |
| ----------------- | ------ | -------------------- | ----- | ------- |
| Sampdoria         | 3–0    | Aris                 | 1–0   | 2–0     |
| Viktoria Köln     | 5–7    | Ferencváros          | 4–3   | 1–4     |
| Petrolul Ploieşti | 5–0    | Spartak Brno         | 4–0   | 1–0     |
| Vojvodina         | 1–2    | Leipzig XI           | 1–0   | 0–2     |
| Basilea XI        | 0–3    | Bayern de Múnic      | 0–3   | –       |
| Drumcondra        | 6–5    | Odense XI            | 4–1   | 2–4     |
| Porto             | 1–2    | NK Dinamo            | 1–2   | 0–0     |
| Marseille         | 3–4    | Union Saint-Gilloise | 1–0   | 2–4     |
| València          | 6–4    | Celtic               | 4–2   | 2–2     |
| Everton           | 1–2    | Dunfermline Athletic | 1–0   | 0–2     |
| Utrecht XI        | 5–3    | Tasmania Berlin      | 3–2   | 2–1     |
| Hibernian         | 7–2    | Stævnet              | 4–0   | 3–2     |
| Glentoran         | 2–8    | Real Zaragoza        | 0–2   | 2–6     |
| Altay             | 3–13   | Roma                 | 2–3   | 1–10    |
| Rapid Viena       | 1–2    | Estrella Roja        | 1–1   | 0–1     |
| Belenenses        | 2–2¹   | Barcelona            | 1–1   | 1–1     |

¹ Barcelona avançà a la següent ronda després de vèncer el partit de desempat per 3–2.

## Segona Ronda
| Equip 1           | Global | Equip 2              | Anada | Tornada |
| ----------------- | ------ | -------------------- | ----- | ------- |
| Sampdoria         | 1–6    | Ferencváros          | 1–0   | 0–6     |
| Petrolul Ploieşti | 1–1¹   | Leipzig XI           | 1–0   | 0–1     |
| Bayern de Múnic   | 6–1    | Drumcondra           | 6–0   | 0–1     |
| NK Dinamo         | 2–2²   | Union Saint-Gilloise | 2–1   | 0–1     |
| València          | 6–63   | Dunfermline Athletic | 4–0   | 2–6     |
| Utrecht XI        | 1–3    | Hibernian            | 0–1   | 1–2     |
| Real Zaragoza     | 4–5    | Roma                 | 2–4   | 2–1     |
| Estrella Roja     | 3–34   | Barcelona            | 3–2   | 0–1     |

¹ Petrolul Ploieşti avançà a la següent ronda després de vèncer el partit de desempat per 1–0.
² NK Dinamo avançà a la següent ronda després de vèncer el partit de desempat per 3–2.
3 València avançà a la següent ronda després de vèncer el partit de desempat per 1–0.
4 Estrella Roja avançà a la següent ronda després de vèncer el partit de desempat per 1–0.

## Quarts de final
| Equip 1         | Global | Equip 2           | Anada | Tornada |
| --------------- | ------ | ----------------- | ----- | ------- |
| Ferencváros     | 2–1    | Petrolul Ploieşti | 2–0   | 0–1     |
| Bayern de Múnic | 1–4    | NK Dinamo         | 1–4   | 0–0     |
| València        | 6–2    | Hibernian         | 5–0   | 1–2     |
| Roma            | 3–2    | Estrella Roja     | 3–0   | 0–2     |

## Semifinals
| Equip 1     | Global | Equip 2   | Anada | Tornada |
| ----------- | ------ | --------- | ----- | ------- |
| Ferencváros | 1–3    | NK Dinamo | 0–1   | 1–2     |
| València    | 3–1    | Roma      | 3–0   | 0–1     |

## Final
| Equip 1          | Global | Equip 2     | Anada | Tornada |
| ---------------- | ------ | ----------- | ----- | ------- |
| NK Dinamo Zagreb | 1–4    | València CF | 1-2   | 0-2     |

| Campió de la Copa de les Ciutats en Fires 1962-63 |
| ------------------------------------------------- |
| València CF Segon títol                           |